# Elena Dolmen
Elena Dolmen (14 febbraio 1997) è un'ex sciatrice alpina italiana.

## Biografia
Specialista delle prove veloci originaria di Auronzo di Cadore e attiva dal dicembre del 2013, in Coppa Europa Elena Dolmen ha esordito il 19 febbraio 2017 a Crans-Montana in discesa libera, senza completare la prova, e ha conquistato l'unica vittoria, nonché unico podio, il 27 gennaio 2022 a Sankt Anton am Arlberg nella medesima specialità. Sempre in discesa libera in Coppa del Mondo ha debuttato il 26 febbraio 2022 a Crans-Montana (43ª), ha conquistato il miglior risultato il 21 gennaio 2023 a Cortina d'Ampezzo (32ª) e ha preso per l'ultima volta il via il 16 dicembre 2023 a Val-d'Isère (39ª). La sua ultima gara è stata la discesa libera di Coppa Europa disputata il 21 dicembre 2023 a Passo San Pellegrino (8ª): l'11 gennaio successivo durante le prove della discesa libera di Coppa del Mondo in programma ad Altenmarkt-Zauchensee ha subito un grave infortunio alla caviglia destra che l'ha costretta a terminare la carriera agonistica. Non ha preso parte a rassegne olimpiche o iridate.

## Palmarès

### Coppa Europa
- Miglior piazzamento in classifica generale: 26ª nel 2022
- 1 podio:
  - 1 vittoria

#### Coppa Europa - vittorie
| Data            | Località               | Paese   | Specialità |
| --------------- | ---------------------- | ------- | ---------- |
| 27 gennaio 2022 | Sankt Anton am Arlberg | Austria | DH         |

Legenda:

DH = discesa libera